# Династія Рання Цінь
Дина́стія Рання Цінь (спрощ.: 前秦; кит. трад.: 前秦; піньїнь: Qián Qín) — династія, що правила північним Китаєм у 351–394 роках. Ця династія керувалася імператорами з роду Фу. Основу складала тюркська, тибетська та монгольська кочова знать. Держава загинула внаслідок протистояння з царствами Пізня Цінь та Західна Цінь.

## Історія
Засновниками держави Рання Цінь стали вожді тибетських племен, яких китайці називали ді. Вони активно втручалися у внутрішні чвари, що відбулися після повалення династії Західна Цзінь у північному Китаї у 317 році. Тоді ж відбувається зміна прізвища вождів з Пу та Фу. Скориставшись спочатку послабленням, а згодом падінням династії Пізня Чжао, вождь ді Фу Цзянь I захопила частину північно-західного Китаю. У 351 році він оголосив про створення нової держави, яка згодом отримала назву Рання Цінь. Протягом 350-х років відбувалося поступово розширення володінь на півночі Китаю.
Значне піднесення держави пов'язано з володарем Фу Цзянєм II, який протягом 360–370 років була підкорена Рання Янь, у 373 році — підкорено держави на території сучасної провінції Сичуань, у 376 році — сяньбійське царство Дай та Рання Лян. у наступні роки підкорилися владі Ранньої Цінь царства Турфан та Шаньшань (сучасний Сіньцзян та Внутрішня Монголія), держава Куча, Кашгар, визнали себе васали корейські царства Когурьо та Силла.
Проте держава фактично являла собою зібрання різних племен та князівств, які визнавали владу роду Фу. Рання Цінь не відрізнялася внутрішньою стабільністю. Тим більш місцеве китайське населення негативно ставилося до різних так званих варварських племен.
Після розширення влади на увесь північний Китай було оголошено династію Цзінь заколотниками, а тому прийнято рішення підкорити династію Цзінь, проте у 383 році армія Ранньої Цінь зазнала цілковитої поразки від військ Цзінь (битва на річці Фе), після чого розпочався занепад Ранньої Цінь. Зрештою вона була повалена внаслідок боротьби з державами Пізня Цінь й Західна Цінь.

## Імператори
| Посмертне ім'я                | Особисте ім'я         | Роки правління | Девіз і роки правління                                                                            |
| ----------------------------- | --------------------- | -------------- | ------------------------------------------------------------------------------------------------- |
| Цзін Мін-ді 景明帝 Jǐngmíngdì | Фу Цзянь 苻健 Fú Jiàn | 351–355        | - Хуанши (皇始 Huángshǐ) 351–355                                                                  |
| Лі-ван 厲王 Lìwáng            | Фу Шен 苻生 Fú Shēng  | 355–357        | - Шоугуан (壽光 Shòuguāng) 355–357                                                                |
| Сюань Чжао-ді 武帝 Wǔdì       | Фу Цзянь 苻堅 Fú Jiān | 357–385        | - Юнсін (永興 Yǒngxīng) 357–359 - Ганьлу (甘露 Gānlù) 359–364 - Цзяньюань (建元 Jiànyuán) 365–385 |
| Ай-пін-ді 哀平帝 Āipíngdì     | Фу Пі 苻丕 Fú Pī      | 385–386        | - Тайань (太安 Tàiān) 385–386                                                                     |
| Гао-ді 高帝 Gāodì             | Фу Ден 苻登 Fú Dēng   | 386–394        | - Тайчу (太初 Tàichū) 385–394                                                                     |
| Хоу Чжу 後主 Hòu Zhǔ          | Фу Чун 苻崇 Fú Chóng  | 394            | - Яньчу (延初 Yánchū) 394                                                                         |